# Тарасов, Арсений Алексеевич
Арсе́ний Алексе́евич Тара́сов (р. 28 июня 1956, Батыревский район) — чувашский драматург, поэт. В 2003 году пьеса
- Новость на портале органов власти Чувашской республики  (Дата обращения: 21 сентября 2009)